# Callophrys neoperplexa
Callophrys neoperplexa är en fjärilsart som beskrevs av Barnes och Benjamin 1923. Callophrys neoperplexa ingår i släktet Callophrys och familjen juvelvingar. Inga underarter finns listade i Catalogue of Life.